# Colours in the Dark (álbum)
Colours in the Dark es el cuarto álbum de estudio de la cantante finesa Tarja Turunen, lanzado el 30 de agosto de 2013. Fue mezclado y masterizado por Tim Palmer en Austin, Texas. El 17 de octubre de 2013 comenzó el Colours in the Road Tour para promocionar el álbum, el cual tuvo una pausa en noviembre, el Colours in the Road 2014 se inició el 24 de enero en Portugal y finalizara en noviembre en Buenos Aires.
El tema «Never Enough» fue revelado por completo en Youtube mediante un lyric video el 31 de mayo de 2013. Sin embargo, el primer sencillo oficial del álbum fue el tema «Victim of Ritual», el cual fue publicado el 10 de julio de 2013, junto con el video del mismo que se difundió por medio de Youtube.
El vídeo musical de «500 Letters» se lanzó en Youtube el 31 de octubre de 2013. El sencillo se lanzado como un CD limitado y de descarga al final del mes de octubre. Un adelanto promocional del videoclip se publicó el 25 de octubre y se anunció que el estreno iba a ser el 31 de octubre. «500 Letters» se publicó el 1 de noviembre de 2013 como sencillo en formato de descarga digital.

## Lista de canciones
| Edición Estándar |                                     |                                                                        |          |  |
| N.º              | Título                              | Escritor(es)                                                           | Duración |  |
| 1.               | «Victim of Ritual»                  | Tarja Turunen, Anders Wollbeck, Mattias Lindblom                       | 5:54     |  |
| 2.               | «500 Letters»                       | Johnny Lee Andrews, Tarja Turunen                                      | 4:22     |  |
| 3.               | «Lucid Dreamer»                     | Mattias Lindblom, Anders Wollbeck, Tarja Turunen                       | 7:28     |  |
| 4.               | «Never Enough»                      | Tarja Turunen, Johnny Andrews                                          | 5:20     |  |
| 5.               | «Mystique Voyage»                   | Tarja Turunen                                                          | 7:14     |  |
| 6.               | «Darkness»                          | Peter Gabriel                                                          | 5:38     |  |
| 7.               | «Deliverance»                       | James Michael Dooley, Mattias Lindblom, Anders Wollbeck, Tarja Turunen | 7:27     |  |
| 8.               | «Neverlight»                        | Jesper Strömblad, Mattias Lindblom, Anders Wollbeck, Tarja Turunen     | 4:33     |  |
| 9.               | «Until Silence»                     | Marko Saaresto, Olli Tukiainen, Markus Kaarlonen, Tarja Turunen        | 5:03     |  |
| 10.              | «Medusa (feat. Justin Furstenfeld)» | Bart Hendrickson, Angela Heldmann, Tarja Turunen                       | 8:12     |  |

## Recepción
Colours in the Dark obtuvo respuestas buenas por parte de la prensa especializada. Para Classic Rock Prog, Colours In The Dark seguramente debe ser el lanzamiento en solitario más fuerte de Turunen hasta la fecha. Infernal Masquerade, Soundi y Lust For Life Magazine tienen los mismos pensamientos, diciendo que es "el mejor álbum de Tarja hasta la fecha". Según Fireworks, con este álbum, "Tarja ha alcanzado un nivel de madurez y dinamismo sostenidos con sus canciones". El sitio también elogia el primer sencillo, "Victim Of Ritual", llamándolo "simplemente impresionante".
Todd Lyons en About.com le dio al álbum una crítica algo favorable, pero no sin críticas; Lo describió como "más arriesgado que los tres álbumes solistas anteriores de Tarja", y que era "un gran panorama del metal operístico, donde se intenta algo de experimentación artística, pero se aplasta repetidamente bajo el alboroto del álbum", al tiempo que se refiere a "Lucid Dreamer" como "defectuoso". Metal Hammer le dio al álbum una puntuación de 5 sobre 7, mientras que TeamRock le dio  4 a 5. Anette Olzon, la sustituta de Tarja en Nightwish, expresó su aprecio por el álbum y comentó que "es realmente su mejor álbum hasta ahora" y también pensó que Tarja "definitivamente encontró su propio estilo.

## Personal
- Tarja Turunen - Voz, Piano
- Alex Scholpp, Julian Barrett - Primera guitarra
- Kevin Chown,  Doug Wimbish - Anna Portalupi, Bajo eléctrico
- Christian Kretschmar - Teclados
- Mike Terrana - Batería
- Max Lilja - Violonchelo

### Músicos invitados
- Percusión: Luis Conte en canciones 2,5,6,9 y 10
- Armónica de cristal: Thomas Bloch
- Violonchelo acústico: Caroline Lavelle en canciones 7,9
- Duduk: Saro Danielian
- Invitada especial: Naomi Cabuli Turunen (hija de Turunen en la canción "Lucid Dreamer")
- Voz masculina: Justin Furstenfeld en "Medusa".

### Producción
- Composiciones y arreglos de coros y orquestas: Jim Boley en canciones 1,2,3,5,7,8;Bart Hendrikson canción 10.
- Arreglos Orquestal para Violonchelo: Max Lilja en canción 6
- Musicalizador ambientado por Mel Wesson: canción 3,4,7
- Programadores: Tim Palmer 3,4,5/ Mel Wesson 7/ Bart Hendrikson canción 10.
- Ingeniero en grabación: Jetro Vainio en los estudios el PIE en Buenos Aires, Mario Altamirano en los estudios el PIE y Estudios Panda en Buenos Aires. Torsten Stenzel desde los Estudis II.Antigua y Barbuda. Daniel Willy desde el Magnifico Studios en California.
- Asistentes en ingenieros: Martn Muscatello, Jose Maradei
- Producción adicional y mezclas: Tim Palmer desde los Estudios 62.
- Coproducción:por Alex Scholpp, Julian Barrett y Jim Boodley en canciones 4,8,7
- Maestro en sonido: Justin Shurtz
- Fotografía: Poras Chaudharis
- Arte de tapa por: Dirk Rudolph
- Productor ejecutivo por: Marcelo Cabulo
- Producción general: Tarja Turunen y MIC

## Posiciones
| Listas (2013)                    | Pico de posición |
| -------------------------------- | ---------------- |
| Austrian Albums Chart            | 14               |
| Belgian Albums Chart (Flanders)  | 34               |
| Belgian Albums Charts (Wallonia) | 33               |
| Czech Albums Chart               | 7                |
| Dutch Albums Chart               | 29               |
| Finnish Albums Chart             | 5                |
| French Albums Chart              | 54               |
| German Albums Chart              | 6                |
| Norwegian Albums Chart           | 29               |
| Polish Albums Chart              | 8                |
| Russian Albums Chart             | 5                |
| Swedish Albums Chart             | 53               |
| Swiss Albums Chart               | 20               |
| UK Albums Chart                  | 109              |
| UK Rock Chart                    | 10               |
| US Billboard Top Heatseekers     | 13               |
| US Billboard Hard Rock Albums    | 25               |